# RENFE-Baureihe 599
Die Dieseltriebzüge der Baureihe 599 wurden von 2008 bis 2010 vom spanischen Hersteller CAF für die spanischen Staatsbahnen Renfe gefertigt. Sie werden mit 160 km/h Höchstgeschwindigkeit auf nicht elektrifizierten Strecken im Regionalverkehr (Media Distancia) eingesetzt.
Die 50 Dreiwagenzüge wurden 2006 gleichzeitig mit den elektrischen Triebzügen der Baureihe 449 beschafft, sodass einige Teile austauschbar sind. Ein wesentlicher Unterschied zwischen beiden Bauarten ist das Laufwerk. Während die Einheiten der Reihe 449 mit Jakobsdrehgestellen ausgerüstet sind, laufen die Einzelwagen der Reihe 599 auf klassischen Drehgestellen.

## Technik
Konzeptionell sind die Einheiten der Baureihe 599 an die einige Jahre früher gelieferten der Reihe 598 angelehnt, verfügen aber nicht über Neigetechnik. Die Züge bestehen aus zwei Triebwagen und einem antriebslosen Mittelwagen mit Niederflureinstieg. Die Wagen sind durch geschlossene Wagenübergänge miteinander verbunden und besitzen eine einflügelige Tür pro Seite. Ihre Wagenkästen wurden aus Aluminiumprofilen gefertigt, die Fahrzeugköpfe bestehen aus glasfaserverstärktem Kunststoff. Der Antrieb erfolgt dieselhydraulisch. Die inneren Radsätze der Triebwagen werden von je einem MAN-Dieselmotor mit Voith-Getriebe angetrieben. Die Stromversorgung wird mit zwei separaten Dieselmotoren von Deutz sichergestellt. Die 366 kW eines Motors genügen, um alle Verbraucher mit Energie zu versorgen.
Die Fahrzeuge sind für den Ersatz der breitspurigen Drehgestelle durch BRAVA-Spurwechseldrehgestelle vorbereitet und könnten damit auf dem Normalspur-Netz verkehren.